# Strongylosoma infaustum
Strongylosoma infaustum är en mångfotingart som beskrevs av Filippo Silvestri 1895. Strongylosoma infaustum ingår i släktet Strongylosoma och familjen orangeridubbelfotingar. Inga underarter finns listade i Catalogue of Life.